# Fabulettes aux lumières
Albums de Anne Sylvestre
Chansons pour tous les jours Fabulettes à lunettes
Favulettes aux lumières est un album d'Anne Sylvestre pour les enfants, paru chez EPM en 2002.

## Historique
Paru en 2002 chez EPM Musique, c'est le seizième album de la collection des Fabulettes,.

## Titres
Toutes les chansons sont écrites et composées par Anne Sylvestre.
| No  | Titre                    | Durée      |
| --- | ------------------------ | ---------- |
| 1.  | Lulu le ver luisant      | 3 min 12 s |
| 2.  | Le Magicien des lumières | 3 min 38 s |
| 3.  | Les Yeux de mon chat     | 1 min 44 s |
| 4.  | C'est une lumière        | 2 min 37 s |
| 5.  | Les Étoiles filantes     | 3 min 02 s |
| 6.  | Tourne le phare          | 3 min 16 s |
| 7.  | Les Bougies              | 3 min 07 s |
| 8.  | Claire et Bruno          | 2 min 24 s |
| 9.  | Victor et son trésor     | 2 min 31 s |
| 10. | La Veilleuse             | 2 min 14 s |
| 11. | Éclairez ma lanterne     | 2 min 34 s |
| 12. | Ces petits points d'or   | 3 min 30 s |

## Production
- Production : Anne Sylvestre
- Direction Musicale : François Rauber
- Paroles et musique : Anne Sylvestre
- Dessin : Pef